# Lowell Cunningham
Lowell Cunningham (Franklin, 21 maggio 1959) è un fumettista e scrittore statunitense, principalmente noto per aver creato The Men in Black, il fumetto che ha dato origine ad un celebre franchise.

## Biografia
Cunningham è il creatore della serie di fumetti The Men in Black, serie che è stata la fonte d'ispirazione per il film del 1997 Men in Black, oltre che del sequel del 2002 (Men in Black II), di quello del 2012 (Men in Black 3), e della serie televisiva animata Men in Black.

## Opere

### Fumetti
- The Men in Black (con Sandy Carruthers, miniserie di tre volumi, Aircel Comics, gennaio-marzo 1990; trade paperback, giugno 1990, ISBN 0944735606)
- Alien Nation: The Skin Trade (con Leonard Kirk, miniserie di quattro volumi, Malibu Comics, marzo-giugno 1991)
- The Men in Black Book II (con Sandy Carruthers & Scott Dutton, miniserie di tre volumi, Aircel Comics, maggio – luglio 1991)
- Alien Nation: The Public Enemy (con Sandy Carruthers, miniserie di tre volumi, Malibu Comics, dicembre 1991 - marzo 1992)
- Men In Black: Far Cry (con Dietrich Smith, volume unico, Marvel Comics, agosto 1997)
- Men in Black: Movie Adaptation (con Rod Whigham, volume unico, Marvel Comics, ottobre 1997)
- Men In Black: Retribution (con Rod Whigham, volume unico, Marvel Comics, dicembre 1997)